# Istočna filozofija
Istočna filozofija je zajednički naziv za različite filozofske pravce koji su nastali ili se temelje na vjerskim i drugim tradicijama Azije različitim od onih na kojima se temelji zapadna filozofija. U posljednje vrijeme istočna filozofija je stekla veliku popularnost u zapadnom svijetu, a veliki se napori ulažu da se pronađe što više dodirnih točaka s zapadnom filozofijom i vjerovanjima.
Istočna filozofija uključuje različite filozofije nastale u istočnoj i južnoj Aziji, uključujući kinesku filozofiju, japansku filozofiju, korejsku filozofiju i vijetnamsku filozofiju; sve od kojih su dominantne u istočnoj Aziji i Vijetnamu, i indijsku filozofiju (uključujući hinduističku filozofiju, džainističku filozofiju, budističku filozofiju i siksku filozofiju), koje su dominantne u južnoj Aziji, jugoistočnoj Aziji, Tibetu i Mongoliji.

## Refernce
1. ↑  Elman, Benjamin A.; Duncan, John B.; Ooms, Herman (2005). Rethinking Confucianism: Past and present in China, Japan, Korea, and Vietnam.
2. ↑  Ram-Prasad, Chakravarthi; "Eastern philosophy" (2005)
3. ↑  Fischer-Schreiber, Ehrhard, Friedrichs; Encyclopedia of Eastern Philosophy and Religion (1994)

## Literatura
- Bowker, John (2000), The Concise Oxford Dictionary of World Religions, Oxford University Press
- Flood, Gavin D. (1996), An Introduction to Hinduism, Cambridge University Press
- Georgis, Faris (2010), Alone in Unity: Torments of an Iraqi God-Seeker in North America, Dorrance Publishing, ISBN 978-1-4349-0951-0
- Gomez, Luis O. (2013), Buddhism in India. In: Joseph Kitagawa, "The Religious Traditions of Asia: Religion, History, and Culture", Routledge, ISBN 978-1-136-87590-8
- Harvey, Andrew (2001), Teachings of the Hindu Mystics, Shambhala, ISBN 978-1-57062-449-0
- Hiltebeitel, Alf (2002), Hinduism. In: Joseph Kitagawa, "The Religious Traditions of Asia: Religion, History, and Culture", Routledge, ISBN 978-1-136-87597-7
- Hiltebeitel, Alf (2007), Hinduism. In: Joseph Kitagawa, "The Religious Traditions of Asia: Religion, History, and Culture". Digital printing 2007, Routledge, ISBN 978-1-136-87590-8
- Jones, Constance; Ryan, James D. (2006), Encyclopedia of Hinduism, Infobase Publishing, ISBN 978-0-8160-7564-5
- Kamil Zvelebil (1973), The Smile of Murugan: On Tamil Literature of South India, Leiden: E.J. Brill, ISBN 978-90-04-03591-1, Приступљено 7. 3. 2018
- Lockard, Craig A. (2007), Societies, Networks, and Transitions. Volume I: to 1500, Cengage Learning, ISBN 978-0-618-38612-3
- Mohan Lal (1992), Encyclopaedia of Indian Literature: Sasay to Zorgot, Sahitya Akademi, ISBN 978-81-260-1221-3
- Narayanan, Vasudha (2009), Hinduism, The Rosen Publishing Group, ISBN 978-1-4358-5620-2
- Nath, Vijay (2001), „From 'Brahmanism' to 'Hinduism': Negotiating the Myth of the Great Tradition”, Social Scientist, 29 (3/4): 19—50, JSTOR 3518337, doi:10.2307/3518337
- Osborne, E (2005), Accessing R.E. Founders & Leaders, Buddhism, Hinduism and Sikhism Teacher's Book Mainstream, Folens Limited
- Samuel, Geoffrey (2010), The Origins of Yoga and Tantra. Indic Religions to the Thirteenth Century, Cambridge University Press
- Dundas, Paul (2002) [1992], The Jains (Second изд.), Routledge, ISBN 0-415-26605-X
- Nicholson, Andrew J. (2010), Unifying Hinduism: Philosophy and Identity in Indian Intellectual History, Columbia University Press
- Apte, Vaman Shivram (1965). The Practical Sanskrit-English Dictionary (4th Rev. and Enlarged изд.). Delhi: Motilal Banarsidass Publishers. ISBN 81-208-0567-4.
- Basham, A.L. (1951). History and Doctrines of the Ājīvikas (2nd изд.). Delhi, India: Moltilal Banarsidass (Reprint: 2002). ISBN 81-208-1204-2. originally published by Luzac & Company Ltd., London, 1951.
- Balcerowicz, Piotr (2015). Early Asceticism in India: Ājīvikism and Jainism (1st изд.). Routledge. стр. 368. ISBN 9781317538530.
- Chattopadhyaya, D. P. (ур.). History of Science, Philosophy and Culture in Indian Civilization. 15-volum + parts Set. Delhi: Centre for Studies in Civilizations.
- Cowell, E. B.; Gough, A. E. (2001). The Sarva-Darsana-Samgraha or Review of the Different Systems of Hindu Philosophy. Trubner's Oriental Series. Taylor & Francis. ISBN 978-0-415-24517-3.
- Flood, Gavin (1996), An Introduction to Hinduism, Cambridge: Cambridge University Press, ISBN 0-521-43878-0
- Gandhi, M.K. (1961). Non-Violent Resistance (Satyagraha). New York: Schocken Books.
- Jain, Dulichand (1998). Thus Spake Lord Mahavir. Chennai: Sri Ramakrishna Math. ISBN 81-7120-825-8.
- Michaels, Axel (2004). Hinduism: Past and Present. New York: Princeton University Press. ISBN 0-691-08953-1.
- Radhakrishnan, S (1929). Indian Philosophy, Volume 1. Muirhead library of philosophy (2nd изд.). London: George Allen and Unwin Ltd.
- Radhakrishnan, S.; Moore, CA (1967). A Sourcebook in Indian Philosophy. Princeton. ISBN 0-691-01958-4.
- Stevenson, Leslie (2004). Ten theories of human nature. Oxford University Press. 4th edition.
- Hiriyanna, M. (1995). Essentials of Indian Philosophy. Motilal Banarsidas. ISBN 978-81-208-1304-5.
- Chatterjee, Satischandra; Datta, Dhirendramohan (1984). An Introduction to Indian Philosophy (Eighth Reprint изд.). Calcutta: University of Calcutta.
- Dyczkowski, Mark S. G. (1987). The Doctrine of Vibration: An Analysis of the Doctrines and Practices of Kashmir Shaivism. Albany, New York: State University of New York Press. ISBN 0-88706-432-9.
- Guttorm Fløistad (28. 2. 1993). Philosophie asiatique/Asian philosophy. Springer Netherlands. ISBN 978-0-7923-1762-3.
- Flood, Gavin (1996). An Introduction to Hinduism. Cambridge University Press. ISBN 978-0-521-43878-0.
- Flood, Gavin, ур. (2003). The Blackwell Companion to Hinduism. Malden, MA: Blackwell Publishing Ltd. ISBN 1-4051-3251-5.
- Flood, Gavin (2005). The Tantric Body: The Secret Tradition of Hindu Religion. I. B. Tauris. ISBN 1845110110.
- Grimes, John A. (1989). A Concise Dictionary of Indian Philosophy: Sanskrit Terms Defined in English. SUNY Press. ISBN 978-0-7914-0100-2.
- King, Richard (2007), Indian Philosophy. An Introduction to Hindu and Buddhist Thought, Georgetown University Press
- Lochtefeld, James G. (2002). The Illustrated Encyclopedia of Hinduism: N-Z. The Rosen Publishing Group. ISBN 978-0-8239-3180-4.
- Mādhava Āchārya (1882). The Sarva-Darśana-Saṃgraha or Review of the Different Systems of Hindu Philosophy. Trübner's Oriental Series. Превод: E.B. Cowell and A.E. Gough. London: Trübner & Co.
- Müeller, Max (1899). Six Systems of Indian Philosophy; Samkhya and Yoga, Naya and Vaiseshika. Calcutta: Susil Gupta (India) Ltd. ISBN 0-7661-4296-5. Reprint edition; Originally published under the title of The Six Systems of Indian Philosophy.
- Nicholson, Andrew J. (2010), Unifying Hinduism: Philosophy and Identity in Indian Intellectual History, Columbia University Press
- Perrett, Roy W. (2000). Philosophy of Religion. Taylor & Francis. ISBN 978-0-8153-3611-2.
- Potter, Karl H. (1991). Presuppositions of India's Philosophies. Motilal Banarsidass. стр. 98. ISBN 978-81-208-0779-2.
- Radhakrishnan, Sarvepalli;  and Moore, Charles A. A Source Book in Indian Philosophy.  Princeton University Press; 1957. Princeton paperback 12th edition, 1989.  0-691-01958-4.
- Rambachan, Anantanand. "The Advaita Worldview: God, World and Humanity." 2006.
- Zilberman, David B., The Birth of Meaning in Hindu Thought.  D. Reidel Publishing Company, Dordrecht, Holland, 1988.  90-277-2497-0..  Chapter 1.  "Hindu Systems of Thought as Epistemic Disciplines".
- Soekarno (1963). Di Bawah Bendera Revolusi (Under the Banner of Revolution). Jakarta: Panitya Penerbitan.
- Nasroen, M. (1967). Falsafah Indonesia (Indonesian Philosophy). Jakarta: Penerbit Bulan Bintang.
- Hamka. (1971). Perkembangan Kebatinan di Indonesia (The Development of Esotericism in Indonesia). Jakarta: Bulan Bintang.
- Alisjahbana, S. Takdir. (1977). Perkembangan Sejarah Kebudayaan Indonesia Ditinjau dari Jurusan Nilai-Nilai (Historical Development of Indonesian Kebudayaan Seen from The Viewpoint of Values). Jakarta: Yayasan Idayu.
- Parmono, R. (1985). Menggali Unsur-Unsur Filsafat Indonesia (Digging up Elements of Indonesian Philosophy). Yogyakarta: Andi Offset.
- Larope, J. (1986). IPS Sejarah (Historical Studies). Surabaya: Penerbit Palapa.
- Sunoto (1987). Menuju Filsafat Indonesia (Towards Indonesian Philosophy). Yogyakarta: Hanindita Offset.
- Suryadinata, Leo. (1990). Mencari Identitas Nasional: Dari Tjoe Bou San sampai Yap Thiam Hien (Seeking National Identity: from Tjoe Bou San to Yap Thiam Hien). Jakarta: LP3ES.
- BPUPKI (1995). Risalah Sidang Badan Penyelidik Usaha-Usaha Persiapan Kemerdekaan Indonesia (BPUPKI) & Panitia Persiapan Kemerdekaan Indonesia (PPKI) (Proceedings of BPUPKI and PPKI Meetings). Jakarta: Sekretaris Negara Republik Indonesia.
- Noor, Deliar (1996). Gerakan Modern Islam di Indonesia 1900-1942 (The Moslem Modernist Movement in Indonesia 1900-1942). Jakarta: LP3ES.
- Malaka, Tan. (2000). Aksi Massa (Mass Action). Jakarta: CEDI & Aliansi Press.
- Perpustakaan Nasional Republik Indonesia (2001). Pengaruh Islam terhadap Budaya Jawa dan Sebaliknya: Seri Kliping Perpustakaan Nasional dalam Berita Vol.II No.1 (Clips about The Islam Influence on Javanese Culture and Vice Versa). Jakarta: Sub Bagian Humas Perpustakaan Nasional RI.
- Sumardjo, Jakob. (2003). Mencari Sukma Indonesia (Seeking The Indonesian Soul). Yogyakarta: AK Group.
- Hidayat, Ferry. (2004). Sketsa Sejarah Filsafat Indonesia (A Historical Sketch of Indonesian Philosophy). unpublished paper.
- Hidayat, Ferry. (2005). Pengantar Menuju Filsafat Indonesia (An Introduction to the Indonesian Philosophy). unpublished paper.
- Alisjahbana, S. Takdir. (1961). Indonesia in The Modern World. translated into English by Benedict R. Anderson. New Delhi: Prabhakar Padhye.
- Aidit, D.N. (1964). The Indonesian Revolution and The Immediate Tasks of Communist Party of Indonesia. Peking: Foreign Languages Press.
- Hiorth, Finngeir. (1983). Philosophers in Indonesia: South East Asian Monograph Series No.12. Townsville: James Cook University of North Queensland. ISBN 0-86443-083-3.
- SarDesai, D.R. (1989). Southeast Asia: Past & Present. San Francisco: Westview Press.
- Lubis, Mochtar. (1990). Indonesia: Land under The Rainbow. Singapore: Oxford University Press. ISBN 0-19-588977-0.
- Nasr, Syed Hossein. (1991). Islamic Spirituality II: Manifestations. New York: Crossroad.
- Rae, Lindsay. (1993). „Sutan Syahrir and the Failure of Indonesian Socialism”.  Ур.: McIntyre, Angus. Indonesian Political Biography: In Search of Cross-Cultural Understanding. Monash Papers on Southeast Asia. Victoria: Monash University, Centre of Southeast Asian Studies. стр. 43—121. ISSN 0727-6680.

## Spoljašnje veze
- Jim Fieser: Classical Eastern Philosophy
- atmajyoti.org Articles and commentaries on a wide range of topics related to practical Eastern Philosophy
- Kheper Website: Eastern Philosophy Архивирано на веб-сајту  (3. март 2016)
- Littlejohn, Ronnie. „Chinese Philosophy: Overview of Topics”. Internet Encyclopedia of Philosophy.